# Albert Solé i Bonamusa
Albert Solé i Bonamusa (Sabadell, 4 de novembre de 1977) és un periodista català, director de Ràdio Rubí des de febrer de 2025. Prèviament, havia sigut director del Diari de Sabadell entre 2018 i 2019 i cap d'informatius de Cugat Mèdia entre 2020 i 2025.
Llicenciat en periodisme per la Universitat Autònoma de Barcelona. Ha treballat en mitjans com El Punt, El 9 Esportiu, el Diari Ara i Diari de Sabadell i ha col·laborat amb ràdios com Matadepera Ràdio i Ràdio Rubí.
Va començar la seva trajectòria el 1999 com a redactor d'esports a El Punt. El 2001 faria el salt a la ràdio a Ona Catalana, fent de redactor d'informatius, i el 2002 va començar a treballar a El 9 Esportiu, a la redacció de Barcelona, on va treballar fins que el 2010 va passar a formar part de l'equip d'esports del Diari Ara, de la mà de Toni Padilla. Amb el temps treballaria també com a cap de societat i subcap de política, entre altres rols.
El 2018 el Diari de Sabadell va canviar de propietaris i Solé va rebre l'encàrrec de renovar el projecte, com a director del mateix. Durant un any va rejovenir la plantilla, canviar el disseny, impulsar la web i passar a escriure-ho tot en català. Aquest projecte li va valdre dos Awards of Excellence de la Society for News Design; el premi del Concurs Anuals d'Arts Gràfiques; i el premi al millor diari segons l'APPEC. Una falta d'entesa amb els propietaris del diari van precipitar el seu comiat com a director, el maig de 2019.
Ha treballat com a periodista freelance, col·laborat amb mitjans com CTXT, Rac1 i Cadena Ser. Entre 2020 i 2025 fou cap d'informatius de Cugat mèdia. A finals de febrer de 2025 el ple de l’Ajuntament de Rubí va nomenar per unanimitat el periodista com a nou director de l’emissora municipal.